# Шешче-при-Преболду
Шешче-при-Преболду (словен. Šešče pri Preboldu) — поселення в общині Преболд, Савинський регіон, Словенія. Висота над рівнем моря: 285,5 м.